# Coupe de la Ligue d'Irlande du Nord de football 2018-2019
 (octobre 2018).
Navigation
Édition précédente Édition suivante
La 33e coupe de la Ligue d'Irlande du Nord de football, connue aussi de par son contrat de sponsoring sous le nom de BetMcLean League Cup se dispute entre le 4 août 2018 et le 16 février 2019. Les Dungannon Swifts remettent en jeu leur titre acquis en 2018. 
La compétition oppose les 36 clubs qui disputent les trois premiers niveaux du championnat d'Irlande du Nord de football : NIFL Premiership, NIFL Championship 1 et NIFL Premier Intermediate League.

## Organisation
La compétition se dispute sur le principe de l'élimination directe jusqu'à la finale. Elle oppose les trente six clubs disputant les trois niveaux les plus élevés du championnat d'Irlande du Nord de football, Premiership, Championship 1 et Premier Intermediate League. Les seize clubs les mieux classés au terme de la saison 2014-2015 sont qualifiés directement pour le deuxième tour en y sont tête de série. Ces seize clubs sont les douze participants au Premiership et les clubs ayant terminé dans les quatre premiers du Championship 1. Un tirage au sort est effectué parmi les vingt autres clubs pour déterminer les participants au premier tour.
| Tour             | Matchs          | Clubs   |
| ---------------- | --------------- | ------- |
| Premier tour     | 4 août 2018     | 36 → 32 |
| Deuxième tour    | 28 août 2018    | 32 → 16 |
| Troisième tour   | 9 octobre 2018  | 16 → 8  |
| Quarts de finale | 9 novembre 2018 | 8 → 4   |
| Demi-Finales     | 4 décembre 2018 | 4 → 2   |
| Finale           | 16 février 2019 | 2 → 1   |

## Premier tour
Le tirage au sort désigne les équipes qui disputent ce premier tour. Les matchs se déroulent le samedi 4 août 2018 sur le terrain du premier nommé.
| Club recevant     | Score | Club visiteur      | Lieu de la rencontre | Date   |
| ----------------- | ----- | ------------------ | -------------------- | ------ |
| Dundela FC        | 1-2   | Knockbreda FC      |                      | 4 août |
| Lurgan Celtic     | 4-0   | Armagh City        |                      | 4 août |
| PSNI              | 1-0   | Banbridge Town     |                      | 4 août |
| Queens University | 3-4   | Lisburn Distillery |                      | 4 août |

## Deuxième tour
Les matchs se déroulent le mardi 28 août 2018 sur le terrain du premier nommé.
| Club recevant         | Score        | Club visiteur          | Lieu de la rencontre | Date         |
| --------------------- | ------------ | ---------------------- | -------------------- | ------------ |
| Portadown FC          | 3-0          | Tobermore United       |                      | 28 août      |
| Annagh United         | 1-3          | Warrenpoint Town       |                      | 28 août      |
| Ards FC               | 3-2          | Newington Youth Club   |                      | 28 août      |
| Ballinamallard United | 4-1          | Lurgan Celtic          |                      | 28 août      |
| Ballymena United      | 5-1          | Dollingstown           |                      | 28 août      |
| Carrick Rangers FC    | 6-0          | Sport & Leisure Swifts |                      | 28 août      |
| Cliftonville FC       | 5-1          | Lisburn Distillery     |                      | 28 août      |
| Coleraine FC          | 2-1          | Ballyclare Comrades    |                      | 28 août      |
| Crusaders FC          | 4-1          | PSNI                   |                      | 28 août      |
| Dungannon Swifts      | 2-1          | Limavady United        |                      | 28 août      |
| Glenavon FC           | 0-1          | Dergview FC            |                      | 28 août      |
| Glentoran FC          | 3-2          | Larne FC               |                      | 28 août      |
| Institute FC          | 5-1          | Loughgall FC           |                      | 28 août      |
| Linfield FC           | 8-0          | Moyola Park FC         |                      | 28 août      |
| Newry City            | 1-0          | Knockbreda FC          |                      | 28 août      |
| HW Welders FC         | 3-3 t. a. b. | Portstewart FC         |                      | 12 septembre |

## Troisième tour
Les matchs se déroulent les mardi 9 et 30 octobre 2018 sur le terrain du premier nommé.
| Club recevant    | Score        | Club visiteur         | Lieu de la rencontre | Date       |
| ---------------- | ------------ | --------------------- | -------------------- | ---------- |
| Ballymena United | 1-0          | HW Welders FC         |                      | 9 octobre  |
| Cliftonville FC  | 3-2          | Carrick Rangers FC    |                      | 9 octobre  |
| Crusaders FC     | 2-1          | Ballinamallard United |                      | 9 octobre  |
| Dergview FC      | 1-4          | Ards FC               |                      | 9 octobre  |
| Warrenpoint Town | 2-3          | Dungannon Swifts      |                      | 9 octobre  |
| Glentoran FC     | 3-3 t. a. b. | Coleraine FC          |                      | 30 octobre |
| Linfield FC      | 5-0          | Institute FC          |                      | 30 octobre |
| Newry City FC    | 1-1 t. a. b. | Portadown FC          |                      | 30 octobre |

## Quarts de finale
Les matchs se déroulent en trois temps : les 13 et 20 novembre puis le 4 décembre pour le dernier quart de finale.
| Club recevant   | Score        | Club visiteur    | Lieu de la rencontre | Date        |
| --------------- | ------------ | ---------------- | -------------------- | ----------- |
| Ards FC         | 0-1          | Ballymena United |                      | 13 novembre |
| Glentoran FC    | 2-4          | Crusaders FC     |                      | 13 novembre |
| Cliftonville FC | 1-1 t. a. b. | Dungannon Swifts |                      | 20 novembre |
| Portadown FC    | 0-1          | Linfield FC      |                      | 4 décembre  |

## Demi-finales
| Demi-finale 1    | Crusaders FC | 0-1   | Ballymena United | Seaview                       |                               |
| 11 décembre 2018 |              | (0-0) | Leroy Millar 68e | Arbitrage : Leroy Millar (68) | Arbitrage : Leroy Millar (68) |

| Demi-finale 2    | Dungannon Swifts | 0-1 a. p. | Linfield FC           | Stangmore Park           |                          |
| 11 décembre 2018 |                  | (0-0)     | Andrew Waterworth 93e | Arbitrage : Steven Gregg | Arbitrage : Steven Gregg |

## Finale
| Finale                | Ballymena United | 0-1     | Linfield FC | Windsor Park             |                          |
| 16 février 2019 17:30 | | (0-1)   | Andrew Waterworth 15e | Arbitrage : Andrew Davey | Arbitrage : Andrew Davey |
| 16 février 2019 17:30 | Ross Glendinning, Jonathan Addis, Steven McCullough, James Knowles, Cathair Friel, Kofi Balmer, Jim Ervin, Andrew McGrory, Jude Winchester, Adam Lecky, Leroy Millar | Équipes | Gareth Deane, Joshua Robinson, Jimmy Callacher, Jordan Stewart, Andrew Waterworth, Matthew Clarke, Kirk Millar, Jamie Mulgrew, Kyle McClean, Niall Quinn, Chris Casement | Arbitrage : Andrew Davey | Arbitrage : Andrew Davey |

## Source
- Site officiel de la compétition sur le site de la Ligue nord-irlandaise